# 소방산업공제조합
소방산업공제조합(消防産業共濟組合, Fire Guarantee)은 소방사업자의 자주적인 경제활동과 경제적 지위향상을 도모하여 소방산업의 건전한 발전에 기여하기 위해 설립된 공제조합이다. 서울특별시 서초구 강남대로27길 7-25, 4층5층에 위치하고 있다.

## 설립 근거
- 소방산업의 진흥에 관한 법률 제23조[1]

## 주요 업무
- 소방장비개발 및 소방인력의 기술향상과 소방사업체의 경영안정에 필요한 자금의 대여 및 투자
- 소방장비의 공동위탁판매 또는 제조용부품의 공동구매[2]
- 대통령령으로 정하는 기관·단체 등에 대한 소방장비의 보급 지원
- 소방사업자가 소방장비개발 및 소방인력의 기술향상과 소방사업체의 경영안정에 필요한 자금을 금융기관으로부터 차입하고자 할 경우 그 채무에 대한 보증
- 소방사업에 따른 의무이행에 필요한 이행보증
- 소방사업체에 관한 데이터베이스의 구축·운영
- 그 밖에 「소방기본법」 등 관련 법령에서 정하는 사업

## 연혁
- 2008년 12월 6일 소방산업공제조합 설립근거 마련(소방산업의 진흥에 관한 법률 공포)
- 2008년 12월 15일 소방산업공제조합 설립준비위원회 구성
- 2009년 3월 5일 창립총회
- 2009년 4월 1일 초대 정정기 이사장 취임
- 2012년 3월 22일 제2대 최웅길 이사장 취임
- 2015년 3월 23일 제3대 김철종 이사장 취임
- 2018년 5월 23일 제4대 한호연 이사장 취임
- 2021년 7월 5일 제5대 강희용 이사장 취임
- 2023년 12월 13일 제6대 옥동석 이사장 취임

### 총회
- 총회
  - 이사회
    - 이사장
      - 관리이사
      - 사업이사
        - 경영기획본부
        - 자산운용본부
        - 본증사업본부
        - 공제사업본부
        - 리스크관리실
        - 정보화지원실
        - 서울지점
        - 대전지점
        - 부산지점
        - 광주지점

  - 비상임감사
    - 감사실

## 지점
- 서울지점[3]
- 대전지점[4]
- 광주지점[5]
- 부산지점[6]